# Blepisanis rufa
Blepisanis rufa är en skalbaggsart. Blepisanis rufa ingår i släktet Blepisanis och familjen långhorningar.

## Underarter
Arten delas in i följande underarter:
- B. r. rufa
- B. r. allardi